# Pasqual Mespletera
Pasqual Mespletera fou un pintor de l'escola valenciana del barroc, actiu en la primera meitat del segle xviii. Tradicionalment se situa el seu naixement en la vila de Sant Mateu. La seva activitat està documentada entre els anys 1737 i 1750 a la vila de Catí, on realitza al fresc la decoració de l'ermita de l'Avellà i la capella de la Comunió de l'església de l'Assumpció.

## Obra
L'activitat de Pasqual Mespletera en el santuari de la Mare de Déu de l'Avellà de Catí està documentada. L'encàrrec, amb l'assessorament intel·lectual de Francesc Celma, rector de la vila, consistí en un cicle pictòric dedicat a la Mare de Déu centrat en la visió apocalíptica de Sant Joan. La composició s'inspira en la volta pintada per Antonio Palomino en l'església dels Sants Joans de València. Les pintures, amb un cost de set-centes lliures, foren concertades el 5 de febrer de 1737 i quedaren acabades l'any 1750.
En el santuari de l'Avellà, Mespletera demostra un perfecte coneixement de l'obra del pintor Vicent Guilló Barceló, com es veu en els models infantils i en la concepció de les llunetes, on uns rics teixits serveixen de nexe, utilitzant la tècnica del trompe-l'oeil. I també utilitza gravats de Simon Vouet, Pietro de Cortona, Nicolas Dorigny i Jerónimo Nadal, riquesa iconogràfica que remet a la voluntat i coneixements del rector Celma.
En les pintures de la capella de la Comunió de l'Església de l'Assumpció, el pintor torna a inspirar-se en els frescs realitzats per Palomino en l'església dels Sants Joans, i igualment repeteix l'ús de gravats de Nicolas Dorigny i de Jerónimo Nadal. El programa iconogràfic representat per Mespletera en aquest conjunt, realitzat entre 1744 y 1747, és una exaltació del Santíssim Sagrament de l'Eucaristia. El Sant Sopar presideix la testera del presbiteri; en la seva volta figura un calze amb una hòstia envoltada de raigs custodiada per dos àngels portant encenser, i per sota, Sant Tomàs d'Aquino com a Doctor Angèlic, invitant a tots els sants a la celebració eucarística; i en la volta de la nau una cort celestial i en el centre nou àngels portant filacteris amb el cant del Panis Angelicus.
A Mespletera li ha estat atribuït el primer tram de la volta de la capella de la Cinta, a la catedral de Tortosa, on està representada la Verge de la Cinta intercedint davant la Santíssima Trinitat, contemplada pels representants dels estaments seglar i eclesiàstic de Tortosa, per ser els models, repertoris decoratius i la tècnica d'execució d'aquesta obra pràcticament idèntics als utilitzats en els dos temples de Catí, dels quals es té la seguretat de la seva autoria.

## Galeria fotogràfica

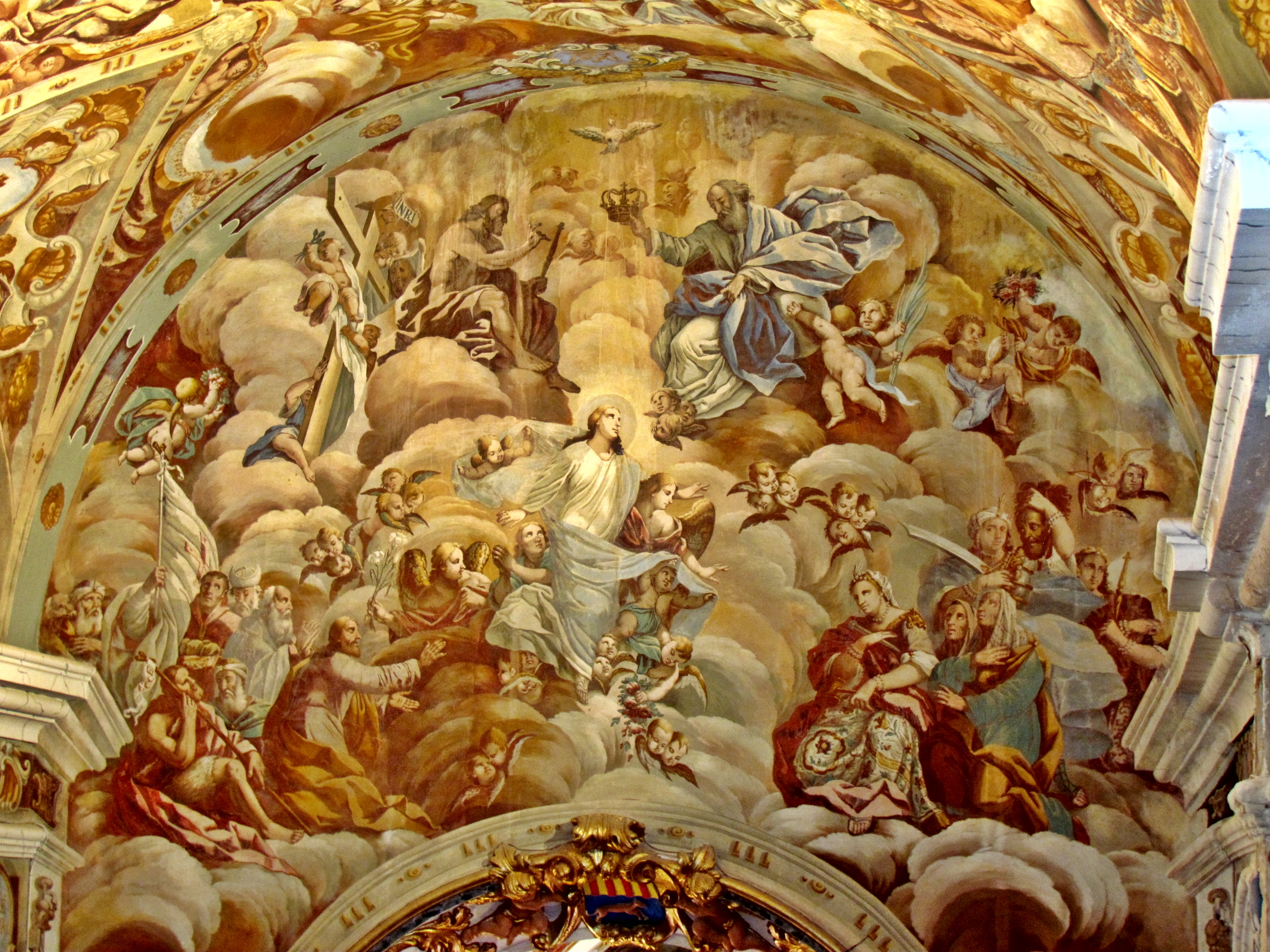
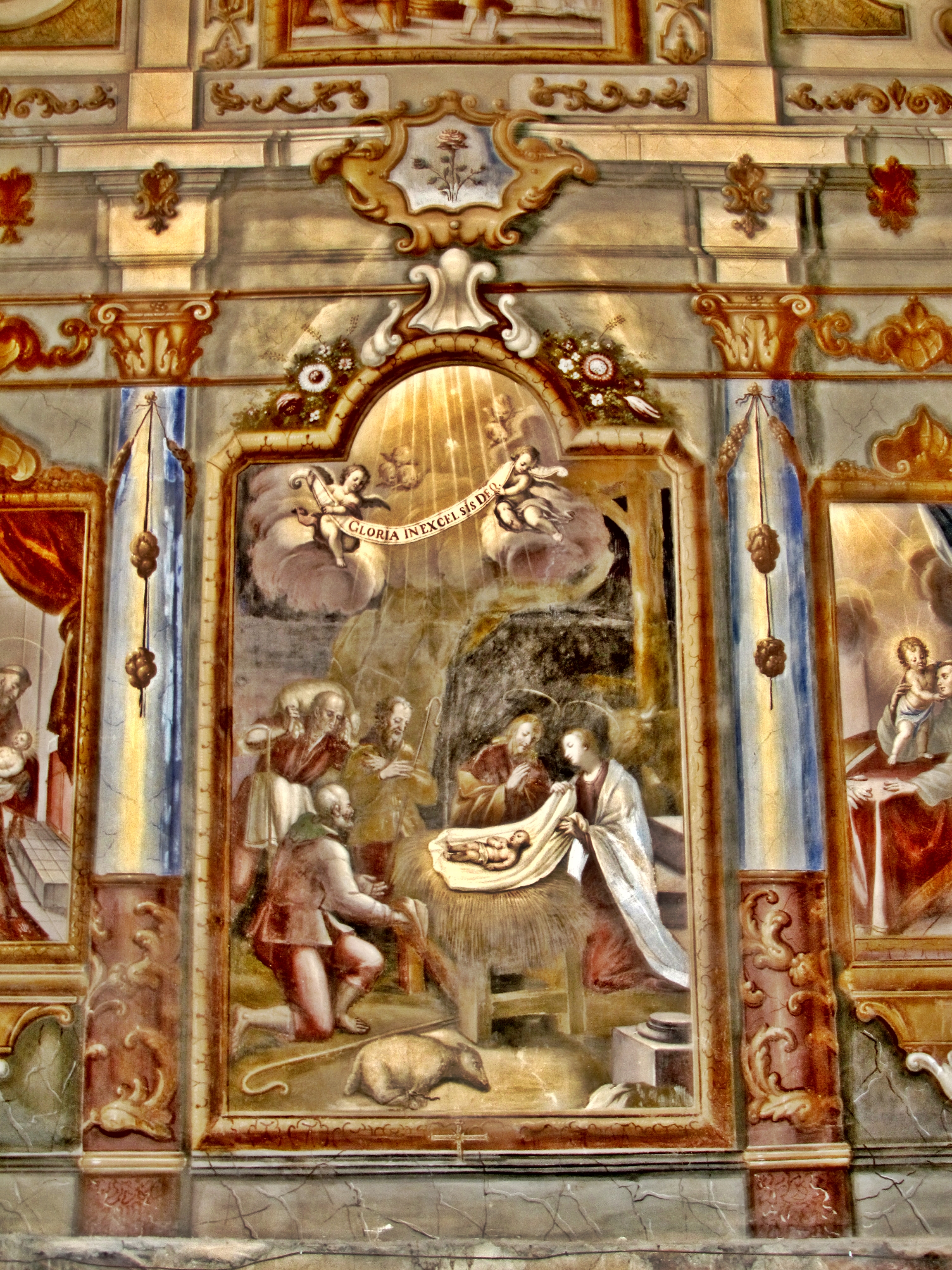
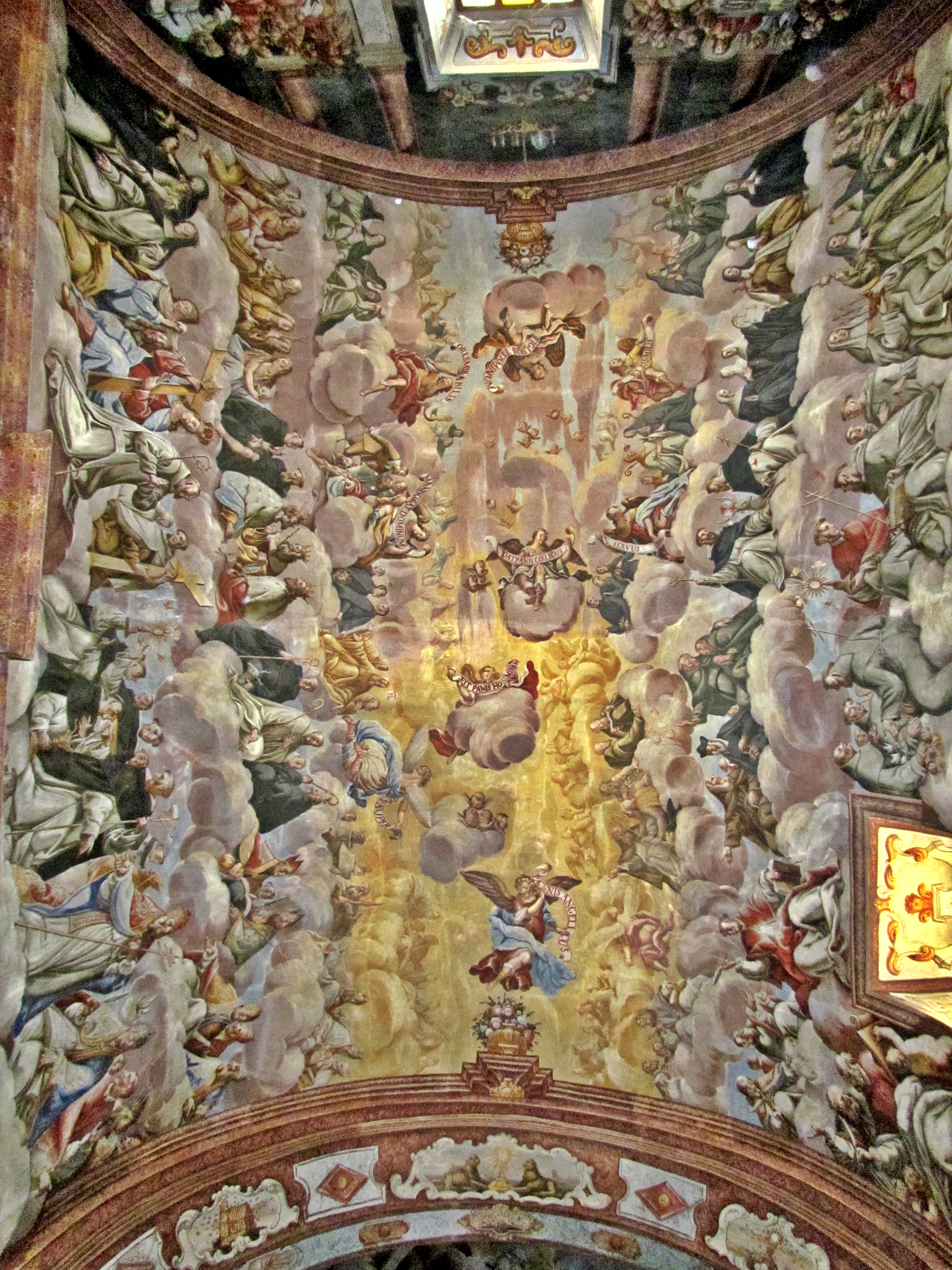
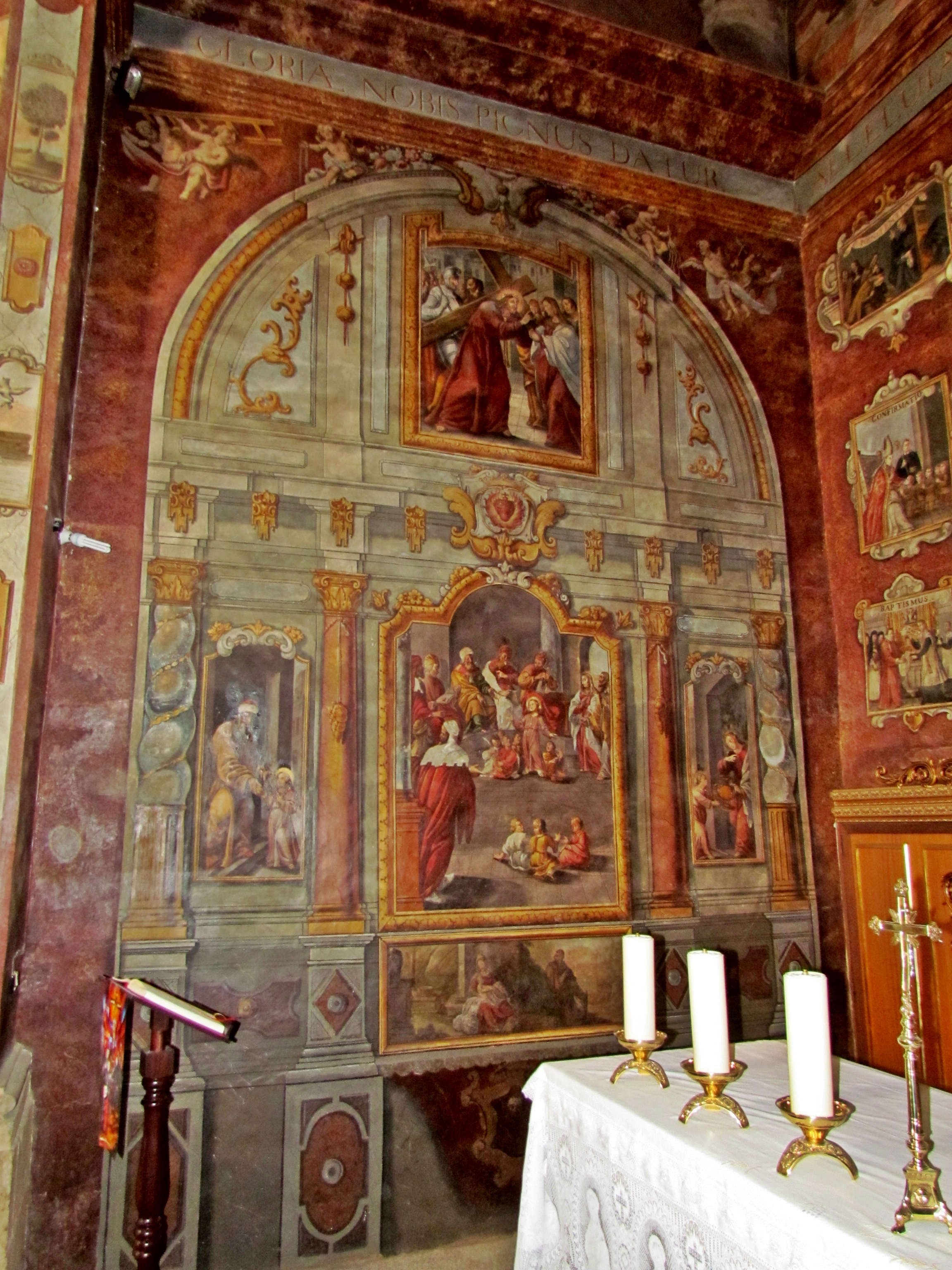

- Coronació de la Mare de Déu, a la testera de la nau, dalt de l'arc d'ingrès al presbiteri, a l'ermitori de l'Avellà.
- Adoració del pastors, al segon tram de la paret del costat de l'Evangeli, a l'ermitori de l'Avellà.
- Cort celestial celebrant l'exaltació eucarística, a la volta de la capella de la Comunió
- Trobada de Maria amb Jesús al Via Crucis i La Pèrdua del Nen Jesús al Temple, al lateral del presbiteri de la capella de la Comunió.